# Stazione di Assila
La stazione di Assila è la stazione principale di Assila, in Marocco, situata sul lungomare della città. È la fermata prima di Tangeri e si estende su una superficie di 620 m²; la restaurazione e l'estensione della stazione ferroviaria ha avuto un costo di 13 milioni di dirham. Essa offre alla propria clientela comodità e prestazioni diverse: tabellone elettronico dei treni, sportelli bancari, copertura, parcheggio, telefoni pubblici, bar, chioschi, ristoranti e bancomat.